# Африканские ежи
Африка́нские ежи (лат. Atelerix) — род из семейства ежовых. Включает в себя 4 вида.
- Алжирский ёж (Atelerix algirus)
- Южноафриканский ёж (Atelerix frontalis)
- Сомалийский ёж (Atelerix sclateri)
- Белобрюхий ёж (Atelerix albiventris)

Африканский карликовый ёж — искусственный подвид белобрюхого ежа, не обитающий в природе и выведенный путём скрещивания с другими видами африканских ежей.

## Ареал и места обитания
Все четыре вида обитают на африканском континенте. Ареал алжирского ежа почти полностью включает средиземноморское побережье, также он завезён человеком на Мальту и Канарские острова. Сомалийский ёж, как следует из названия, обитает на востоке — на территории северного Сомали. Белобрюхий ёж встречается к югу от Сахары, в Мавритании, Сенегале, Нигерии, Судане, Эфиопии. Южноафриканский ёж распространён в Анголе, Ботсване, Лесото, Намибии, Зимбабве и ЮАР.
Африканские ежи избегают пустынных и гористых местностей, предпочитая степи, саванны, поросли кустарника и даже сады близ поселений. Ведут ночной образ жизни, добывая пищу по ночам. Всеядны, предпочитают насекомых, но также едят улиток, дождевых червей, птичьи яйца, фрукты, грибы, мелких позвоночных.